# Samariterstraße
Samariterstraße – ulica w Berlinie, w Niemczech, w dzielnicy Friedrichshain, okręgu administracyjnym Friedrichshain-Kreuzberg. Liczy 700 m.
Przy ulicy znajduje się stacja metra linii U5 Samariterstraße.

## bibliografia
1. Samariterstraße